# 李永锡
李永锡（1913年—），男，江苏无锡人，中华人民共和国政治人物，无锡市人民政府原副市长，中华全国工商业联合会执行委员会原常务委员，第三届全国人大代表，第五、六、七届全国政协委员。